# Ivan van Cortenbach
Ivan van Cortenbach, ook: Iwan of Ywan (ca. 1380-1434), was een vooraanstaand ridder in de Nederlanden in de late middeleeuwen. Van 1405 tot 1434 was hij landcommandeur van de balije Biesen van de ridders van de Duitse Orde.

## Biografische schets
Ivan van Cortenbach stamde uit de voorname adellijke familie Cortenbach, vernoemd naar het Kasteel Cortenbach bij Voerendaal. Van de 13e tot de 18e eeuw leverde deze familie commandeurs en landcommandeurs van de Duitse Orde en van het Luikse kathedraalkapittel. Andere leden van het geslacht Cortenbach waren heren van Helmond en Keerbergen.
Hij werd waarschijnlijk omstreeks 1380 geboren als zoon van Gerard I van Cortenbach, heer van Cortenbach (ca. 1342-?), en Elisabeth Hoen van Cartils (ca. 1343-?).
In 1405 werd hij landcommandeur van de balije Biesen te Alden Biesen. Een jaar later ontving hij de uit Luik gevluchte prins-bisschop Jan van Beieren op de Commanderij Nieuwen Biesen in Maastricht. Ivan verving een tijdlang de grootmeester van de Duitse Orde in Pruisen. Hij was tevens raadgever van Filips de Goede.

## Nalatenschap
Nadat in 1411 de Maastrichtse Commanderij Nieuwen Biesen in vlammen was opgegaan, gaf hij opdracht voor de herbouw. In 1416 kocht hij de Commanderij van Gruitrode van Jan van Heinsberg. In 1422 gaf hij opdracht om de Sint-Gertrudiskerk in Gruitrode te bouwen. Wellicht is hij ook de bouwheer van het omstreeks dezelfde tijd ontstane kasteel van Gemert, eveneens eigendom van de ridders van de Duitse Orde.

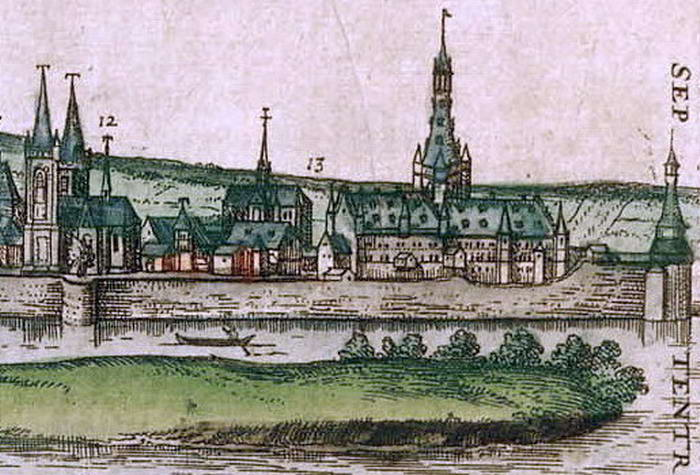
Nieuwen Biesen, Maastricht
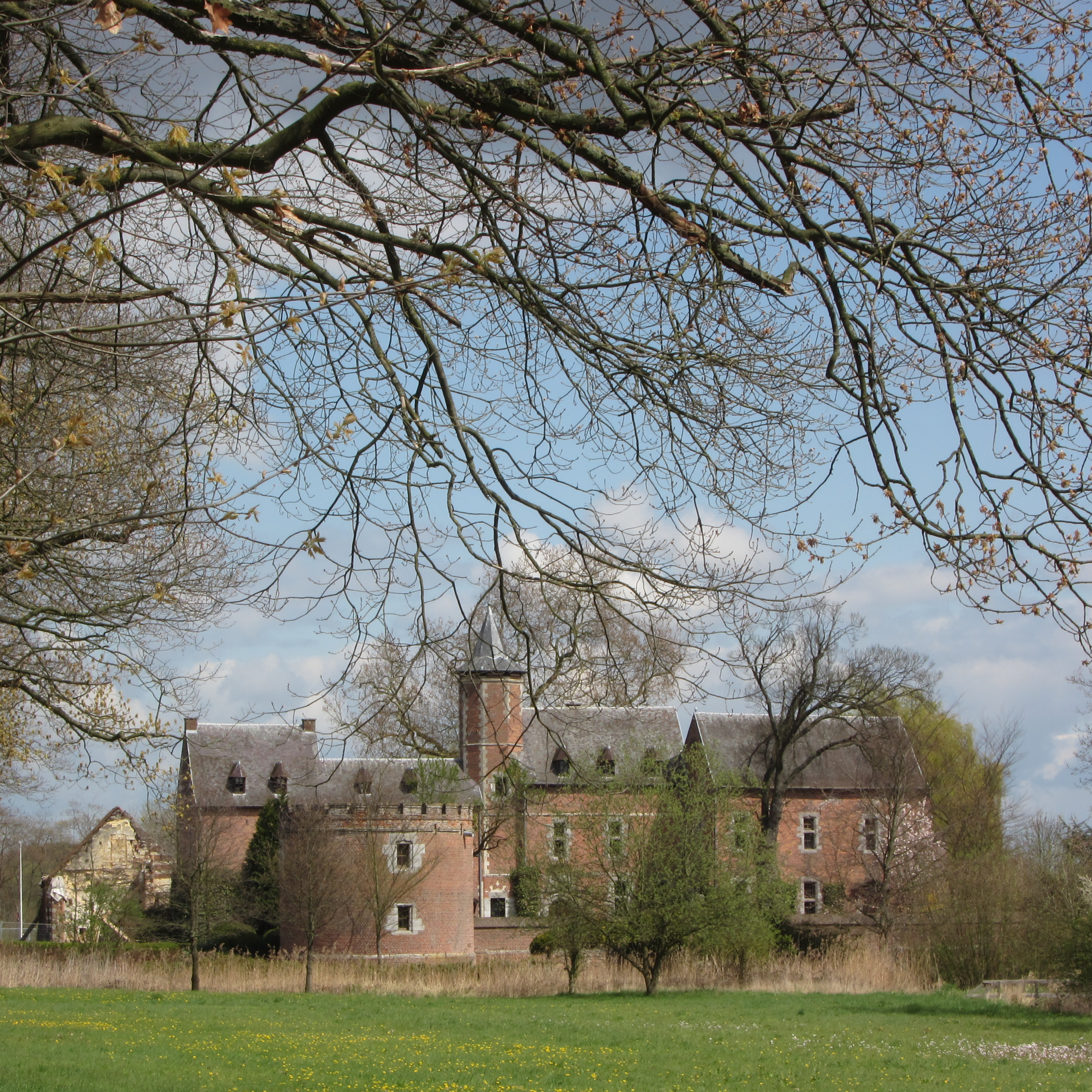
Commanderij van Gruitrode
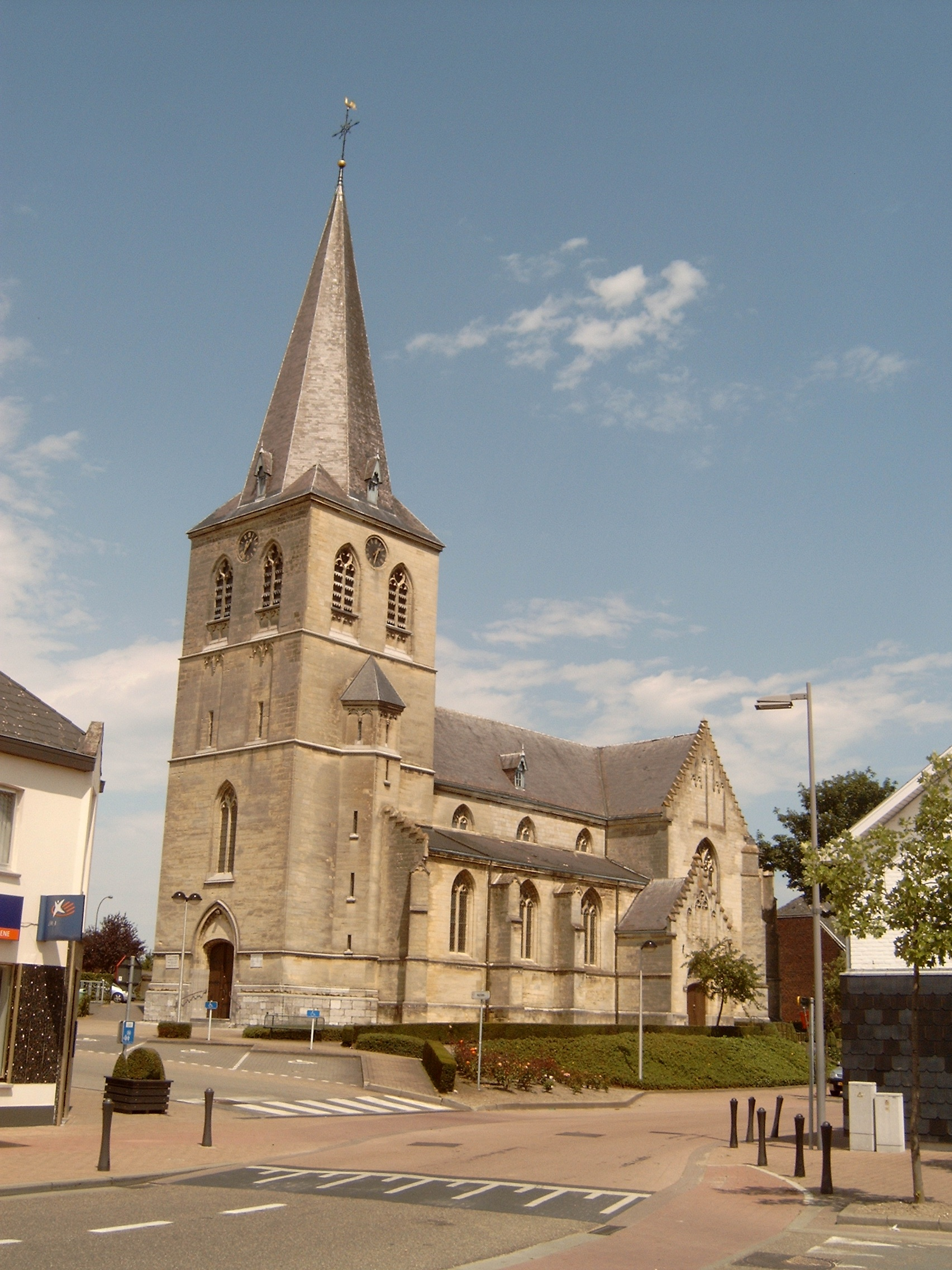
Sint-Gertrudiskerk, Gruitrode
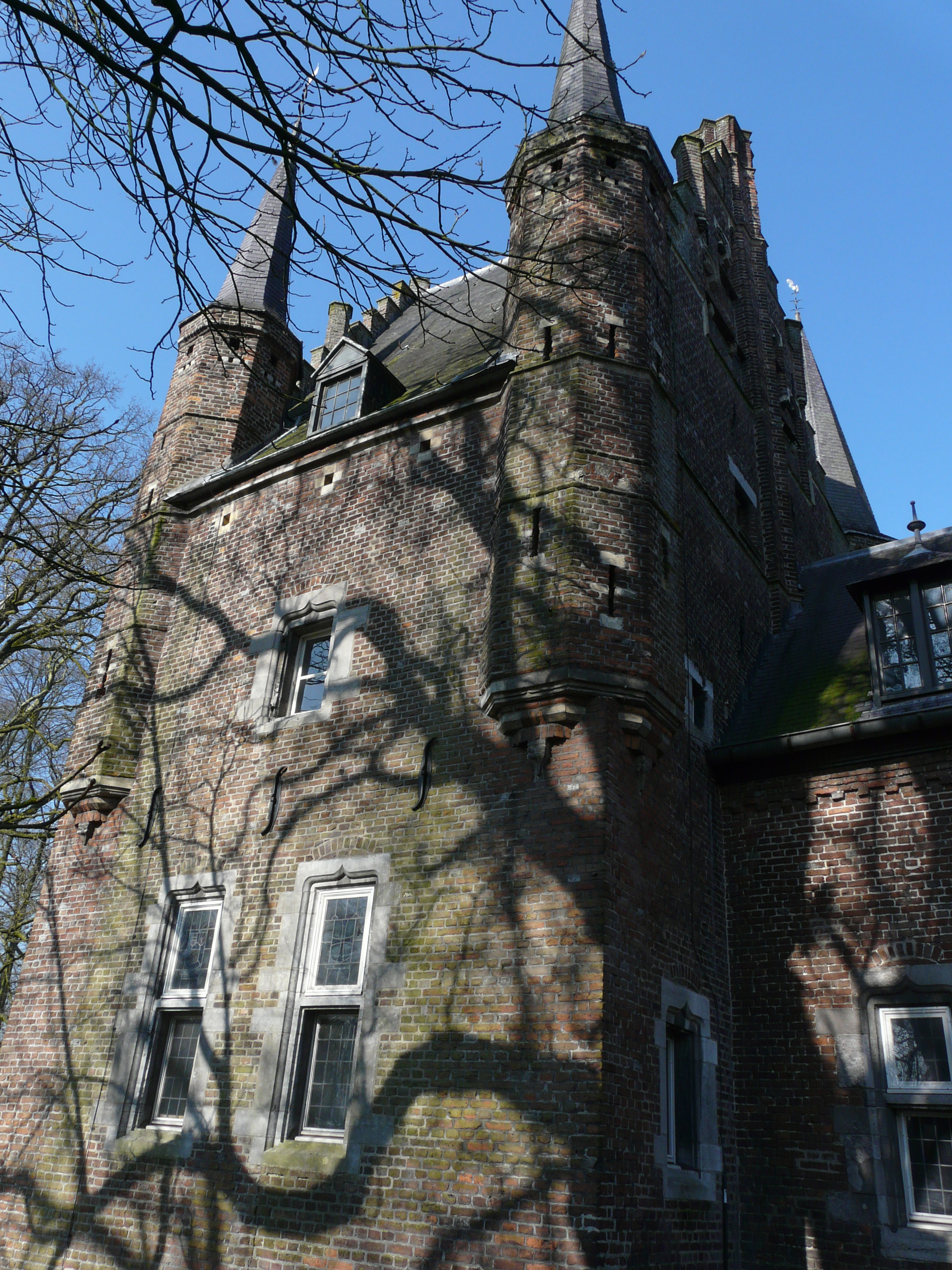
Kasteel van Gemert